# EQUULEUS

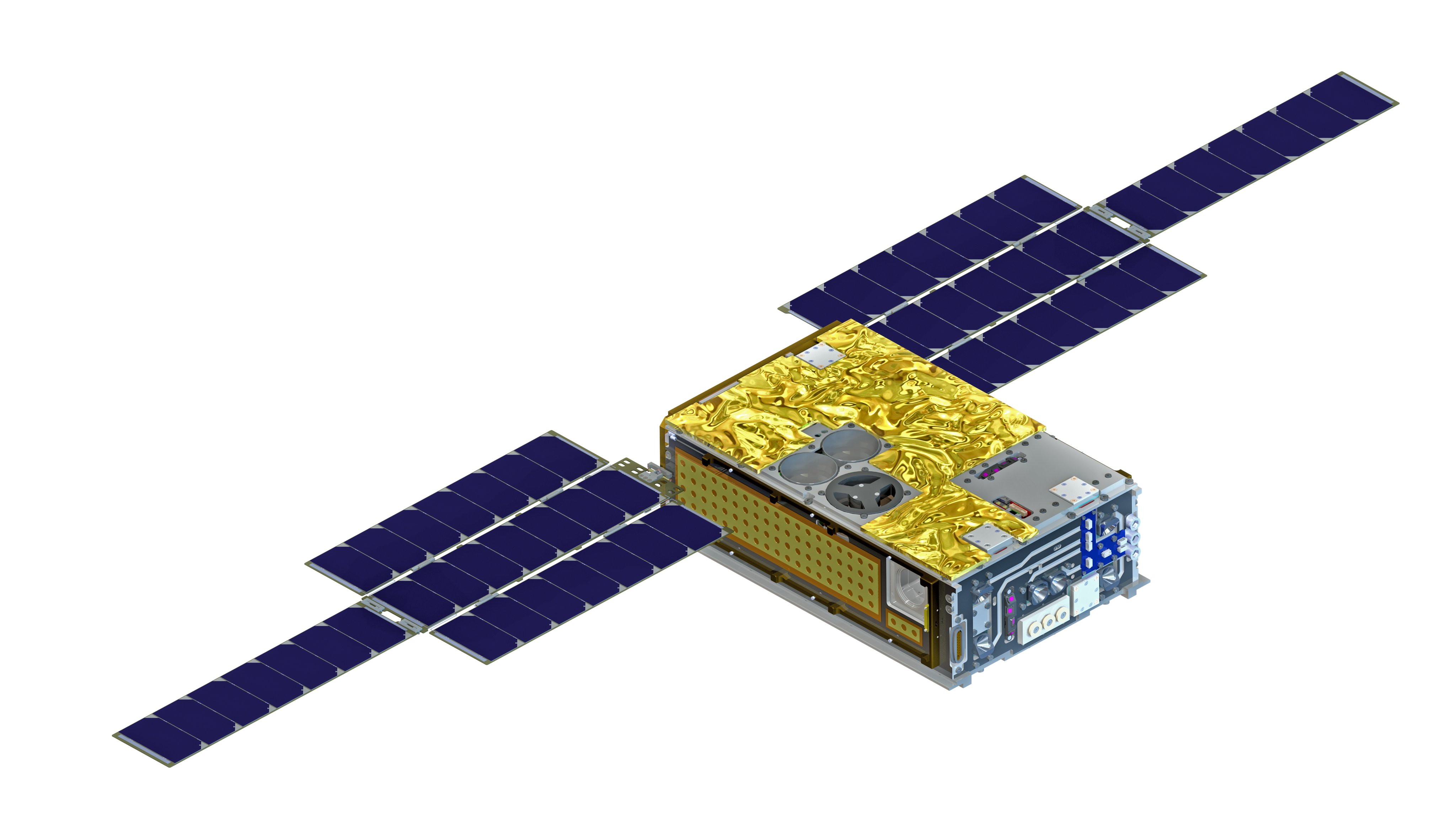
Rappresentazione

EQUULEUS (EQUilibriUm Lunar-Earth point 6U Spacecraft) è un nano satellite del formato 6U CubeSat che misurerà la distribuzione del plasma che circonda la Terra (plasmasfera) per aiutare gli scienziati a comprendere l'ambiente di radiazione in quella regione.  Dimostrerà anche tecniche di controllo della traiettoria a bassa spinta, come passaggi ravvicinati lunari multipli, all'interno della regione Terra-Luna utilizzando il vapore acqueo come propellente. Il veicolo spaziale è stato progettato e sviluppato congiuntamente dalla Japan Aerospace Exploration Agency (JAXA) e dall'Università di Tokyo.
EQUULEUS è stato uno dei dieci CubeSat lanciati con la missione Artemis 1 in un'orbita eliocentrica nello spazio cislunare durante il volo inaugurale dello Space Launch System che ha avuto luogo il 16 novembre 2022.

## La missione
EQUULEUS mapperà la plasmasfera attorno alla Terra che può fornire informazioni importanti per proteggere sia gli esseri umani che l'elettronica dai danni delle radiazioni durante i lunghi viaggi nello spazio.  Dimostrerà anche tecniche di controllo della traiettoria a bassa spinta, come passaggi ravvicinati lunari multipli, all'interno dei Punti di Lagrange Terra-Luna (EML). La missione dimostrerà che la partenza dall'EML può essere trasferita a varie orbite, come orbite terrestri, orbite lunari e orbite interplanetarie, con una piccola quantità di controllo orbitale. EQUULEUS dispone di 2 pannelli solari dispiegabili e batterie al litio.
La missione sarà monitorata dall'antenna spaziale giapponese (antenna da 64 metri e antenna da 34 metri) con il supporto del DSN (Deep Space Network) del JPL (Jet Propulsion Laboratory). Il ricercatore principale è il professor Hashimoto della Japan Aerospace Exploration Agency (JAXA). La missione prende il nome dalla costellazione del "Cavallino" dal latino Equuleus.